# Шкляр Борис Соломонович
Бори́с Соломо́нович Шкля́р (10 січня 1896 (28 грудня 1895), м. Борисов, нині Мінська область, Білорусь – 9 листопада 1961, Вінниця) – професор, засновник Вінницької терапевтичної школи, педагог-методист.

## Життєпис
Видатний український терапевт Борис Соломонович Шкляр народився 28 грудня 1895 р. (10 січня 1896 р.) у м. Борисов, нині Мінської обл. Білорусі. У 1921 р. закінчив Київську державну медичну академію, тепер Національний медичний університет імені О. О. Богомольця. Працював у факультетській терапевтичній клініці того самого закладу освіти спочатку клінічним ординатором, згодом молодшим асистентом (1921–1925). Був талановитим учнем і справжнім послідовником корифея української медицини академіка  Феофіла Гавриловича Яновського  .
У травні 1925 р. Борис Соломонович приїхав на Житомирщину у м. Бердичів. Шкляр Б. С. працював завідувачем лікувального підвідділу Бердичівського окружного відділу охорони здоров’я, а впродовж червня 1926 р. – серпня 1934 р. – завідувачем терапевтичного відділення 1-ї Радянської лікарні. Молодий фахівець швидко влився у медичне й громадське життя міста: став активним членом науковомедичного товариства лікарів, користувався авторитетом серед пацієнтів і колег; обирався депутатом міської ради і членом окружної ради професійних спілок.
Борис Соломонович вільно володів французькою, німецькою й англійською мовами. Новинки світової медичної періодики ретельно опрацьовував, а під час наукових реферативних оглядів, які проводив для колег (спочатку в Бердичеві, а згодом у Вінниці), давав чіткий, систематизований виклад матеріалу. Нові знання допомагали лікарям надавати медичну допомогу пацієнтам на найвищому тогочасному рівні, науковцям – ідеї для наукових досліджень.
У вересні 1934 р. Міністерство охорони здоров’я УРСР призначило його завідувачем кафедри пропедевтики внутрішніх хвороб Вінницького державного медичного інституту. Кафедра пропедевтики внутрішніх хвороб Вінницького медичного інституту базувалася у Пироговській лікарні. Науковець згуртував лікарів терапевтичного відділення цього лікувального закладу, які на той час в основному й були викладачами кафедри.
17 вересня 1940 р. Борис Соломонович захистив докторську дисертацію на тему “Клиника и патогенез альбуминурии в связи с функцией больной почки”. У березні 1941 р. був затверджений у вченому званні професора. Щоправда, диплом доктора медичних наук і атестат професора отримав уже після закінчення Другої світової війни в 1946 році.
На початку липня 1941 р. Борис Соломонович з родиною евакуювався з м. Вінниці. Він працював асистентом кафедри факультетської терапії Сталінградського медичного інституту (1941); начальником медичної частини евакуаційного шпиталю № 4109 на території Киргизької РСР (1942); завідувачем кафедри пропедевтики внутрішніх хвороб і деканом лікувального факультету Івановського медичного інституту (1943–1944).
Восени 1944 р. повернувся до Вінницького медичного інституту на своє довоєнне місце роботи й очолив кафедру пропедевтичної терапії. Окрім того, протягом 1945–1946 рр. працював заступником директора з навчальної роботи Вінницького медичного інституту. У 1947 р. вийшов з друку довідник для фельдшерів, до якого розділ “Внутрішні хвороби” написали професори Б. Шкляр і В. Василенко. У 1955 р. з’явилося друге видання цього довідника.У 1949 р. побачив світ підручник Б. С. Шкляра “Диагностика внутренних болезней”, який відразу став одним з найавторитетніших підручників у СРСР. Ця книга багато разів перевидавалася й до цього часу не втратила свого значення.
У 1950 р. Бориса Соломоновича було переведено на посаду завідувача кафедри факультетської терапії. Репресії у 1937 р. і 1947 р. його обминули, але у 1953 р. над професором нависла реальна загроза арешту. Лише мужність завідувача Вінницького обласного  відділу охорони здоров’я М. В. Даниленка та смерть Сталіна врятували його від неминучої загибелі.
Б. С. Шкляр – педагог-методист, блискучий лектор. Часто з клініки на лекції в аудиторію асистент приводив хворих, на яких професор демонстрував студентам методи обстеження: пальпацію, перкусію, аускультацію. Професор спочатку пояснював, як потрібно проводити обстеження, обстежував хворого сам, тоді до обстеження запрошував когось із студентів, при цьому робив зауваження, давав поради і запитував про результат обстеження. Професор володів фундаментальними знаннями в галузі медицини, фізики, біології. Знав безліч рідкісних хвороб (у 1983 р. на позначення яких з’явився термін “орфанні хвороби”), синдромів і симптомів, досконало володів усіма відомими на той час методами обстежень.
Професор Б. С. Шкляр багато сил і енергії віддавав підготовці та вихованню лікарів і наукових працівників. Підготував понад 15 кандидатів та докторів медичних наук. Під його керівництвом написано понад 120 наукових праць. Серед учнів Бориса Соломоновича – відомі терапевти, професори ВНМУ ім. М. І. Пирогова: В. К. Сєркова, Р. Й. Мікуніс, М. Г. Шеверда, Ю. М. Головцев, Б. О. Зелінський.
Борис Соломонович неодноразово обирався депутатом Вінницької міської ради депутатів трудящих (1927–1930; 1934–1937; 1946–1949). Був членом Ученої Ради Міністерства охорони здоров’я УРСР, зокрема, членом терапевтичної комісії, членом проблемної комісії з проблеми “Гіпертонічна хвороба, атеросклероз і коронарна недостатність” республіканського правління наукового товариства терапевтів УРСР, головою правління Вінницького обласного наукового товариства терапевтів, членом редколегій журналів “Клиническая медицина”, “Врачебное дело”, був затверджений співредактором редакційного відділу “Внутрішні хвороби” 2-го видання Великої медичної енциклопедії. Написав ряд статей до цієї енциклопедії. Автор 67 наукових праць, зокрема, вищезгаданого підручника “Диагностика внутренних болезней”, кількох монографій.
Шкляр Б.С. поєднував лікувальну роботу з науково- педагогічною й громадською діяльністю. Надавав велику консультативну допомогу лікувальним установам Вінницької та Хмельницької областей. Брав активну участь у громадському житті медичного інституту. Часто виступав з доповідями й лекціями в установах і на підприємствах м. Вінниці.
Шкляр Борис Соломонович помер 9 листопада 1961 року.

## Наукові праці
Шкляр Б. С. Диагностика внутренних болезней / Б. С. Шкляр. - Киев : Медгиз УССР, 1951. – 495 с.
Шкляр, Б. С. Диагностика внутренних болезней [Текст] : учеб. для мед. ин-тов / Б. С. Шкляр. - Киев : Гос. мед. изд-во УССР, 1960. - 486 с.
Шкляр, Б. С. Диагностика внутренних болезней : [учеб. для мед. ин-тов] / Б.С. Шкляр. - 5-е изд., испр. и доп. - Киев : Вища школа, 1971. - 515 с.
Шкляр, Б. С. Белковый спектр крови при некоторых внутренних заболеваниях : метод. пособие / Б. С. Шкляр, Р. И. Микунис ; Винниц. ГМИ им. Н. И. Пирогова. - Винница : [б. в.], 1961. – 90 с.